# 入間基地

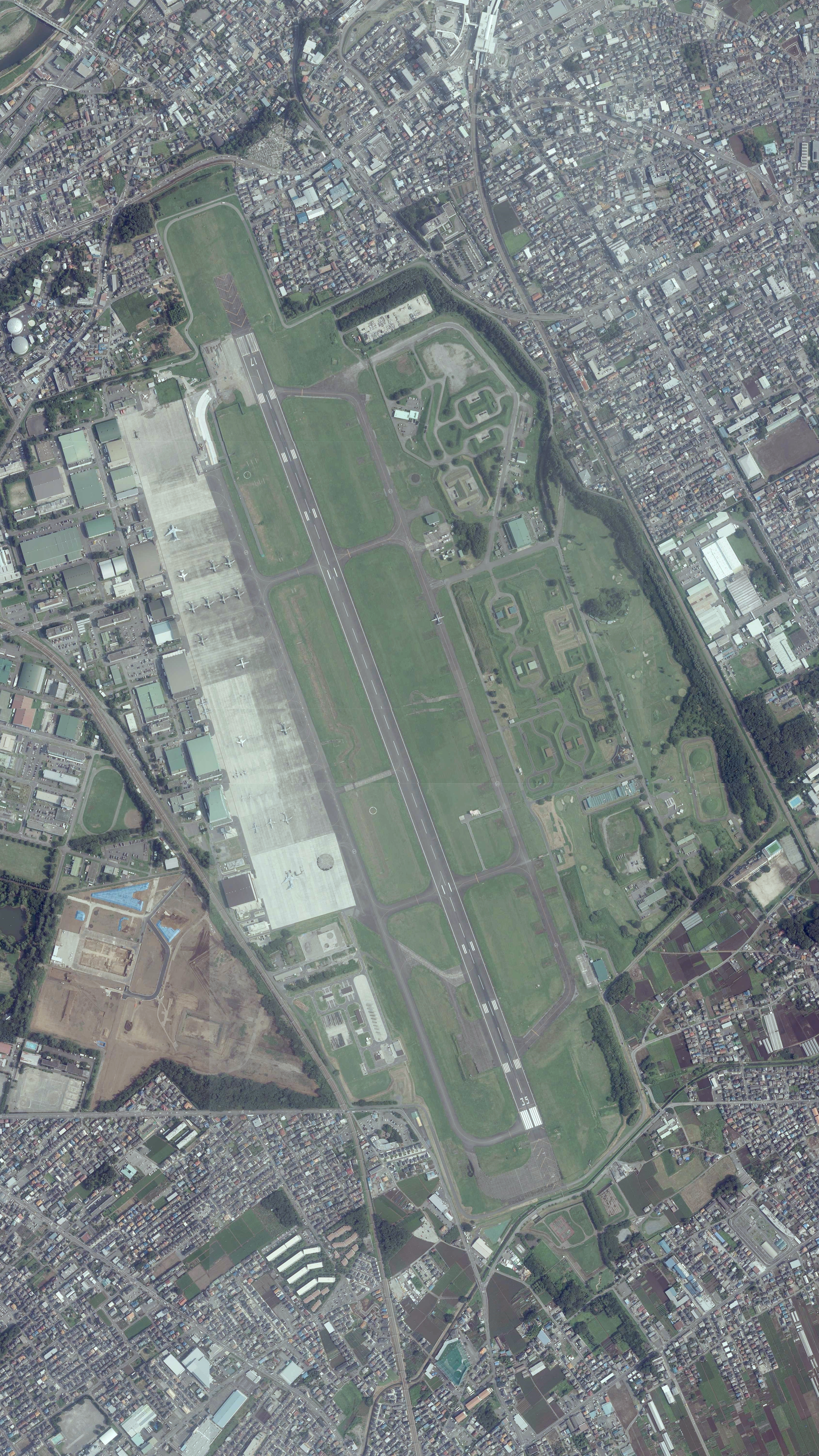
入間飛行場の空中写真（2019年）

入間基地（いるまきち、JASDF Iruma Air Base）は、埼玉県狭山市・入間市域にまたがる航空自衛隊の基地。所在地は埼玉県狭山市稲荷山2-3。

## 概要
航空自衛隊における4個航空方面隊のひとつであり、南東北・関東・中部・近畿地域26都府県の防空を担当する中部航空方面隊司令部が置かれている主要基地であり、人員において最大の規模を誇る。基地司令は中部航空警戒管制団司令が兼務。
飛行隊、航空救難団司令部、飛行点検隊、地対空誘導弾ペトリオットを備えた中部高射群（関東・中部・近畿・四国・中国地方（山口県を除く）31都府県を担当）等、様々な部隊が配備されているが、住宅地からなる地元と協定を結んでいることから輸送機等が主体で戦闘機の運用はないが、戦闘機搭乗員の耐G訓練等を実施する航空医学実験隊の『加速度訓練科』等がある。
基地誘導路の南端東側に埼玉県警察のヘリポートとハンガーがあり、それらの施設で県警航空隊がヘリコプターを運用している（北緯35度50分13.6秒 東経139度24分58.1秒 / 北緯35.837111度 東経139.416139度）。
狭山市役所と県警狭山警察署に隣接し、司令部等を含む敷地の大部分である9割が狭山市域にある（1割は入間市域）。構内には航空自衛隊で唯一となる託児施設が存在する。
基地に隣接して旧東町側留保地と呼ばれる約28haの米軍基地跡地がある。防衛省はここに自衛隊病院や、首都圏直下地震などを想定した災害対応拠点の建設を計画しており、入間市は2015年に同意した。
2022年3月に基地に隣接する旧東町側留保地に自衛隊病院入間病院が開院した。

## 航空管制
| 種類       | 周波数                                  |
| ---------- | --------------------------------------- |
| GND        | 275.8MHz                                |
| TWR        | 122.05MHz,126.2MHz,236.8MHz,322.2MHz    |
| GCA        | 125.30MHz,225.40MHz,335.60MHz,258.20MHz |
| YOKOTA APP | 118.3MHz,270.6MHz                       |
| YOKOTA DEP | 122.1MHz,363.8MHz                       |
| RESCUE     | 123.1xMHz,138.05MHz,247.0xMHz           |

太字は主周波数。
GND,TWR,RESCUEは、入間管制隊が担当。
APP,DEPは、横田基地が担当。
小文字のxは、周波数が変動することを示す。

## 航空保安無線施設
| 局名 | 種類  | 周波数  | 識別信号 |
| ---- | ----- | ------- | -------- |
| 入間 | TACAN | 1004MHz | YLT      |

保守は、入間管制隊が担当。

## 配置部隊・機関
以下のうち、基地正門に設置されていた部隊表記及び基地内の表札等は2015年11月現在、第4補給処等の一部部隊を除き撤去されている。
中部航空方面隊隷下
- 中部航空方面隊司令部
- 中部航空警戒管制団
  - 中部航空警戒管制団司令部
  - 中部防空管制群
  - 整備補給群
  - 基地業務群
  - 第2移動警戒隊
- 中部高射群
  - 中部高射群本部
  - 指揮所運用隊
  - 整備補給隊
  - 第4高射隊
- 中部航空方面隊司令部支援飛行隊
- 中部航空施設隊
  - 本部
  - 第1作業隊

航空総隊直轄
- 航空救難団
  - 航空救難団司令部
  - 入間ヘリコプター空輸隊
- （航空戦術教導団）
  - 電子作戦群
    - 電子戦隊
    - 電子飛行測定隊
    - レーダー評価隊
- （作戦システム運用隊）
  - （作戦システム管理群）第2作戦システム隊[8]

航空支援集団隷下
- 第2輸送航空隊
  - 第402飛行隊
- （航空保安管制群）
  - 入間管制隊
- （航空気象群）
  - 入間気象隊
- 飛行点検隊

航空開発実験集団隷下
- 航空医学安全研究隊

航空自衛隊補給本部隷下
- 第3補給処
- 第4補給処

防衛大臣直轄部隊等
- （航空警務隊）入間地方警務隊

情報本部隷下
- （電波部）
  - （大井通信所）入間通信支所

自衛隊共同機関
- （自衛隊病院）自衛隊入間病院[9][10]

## 主な所属機
航空自衛隊

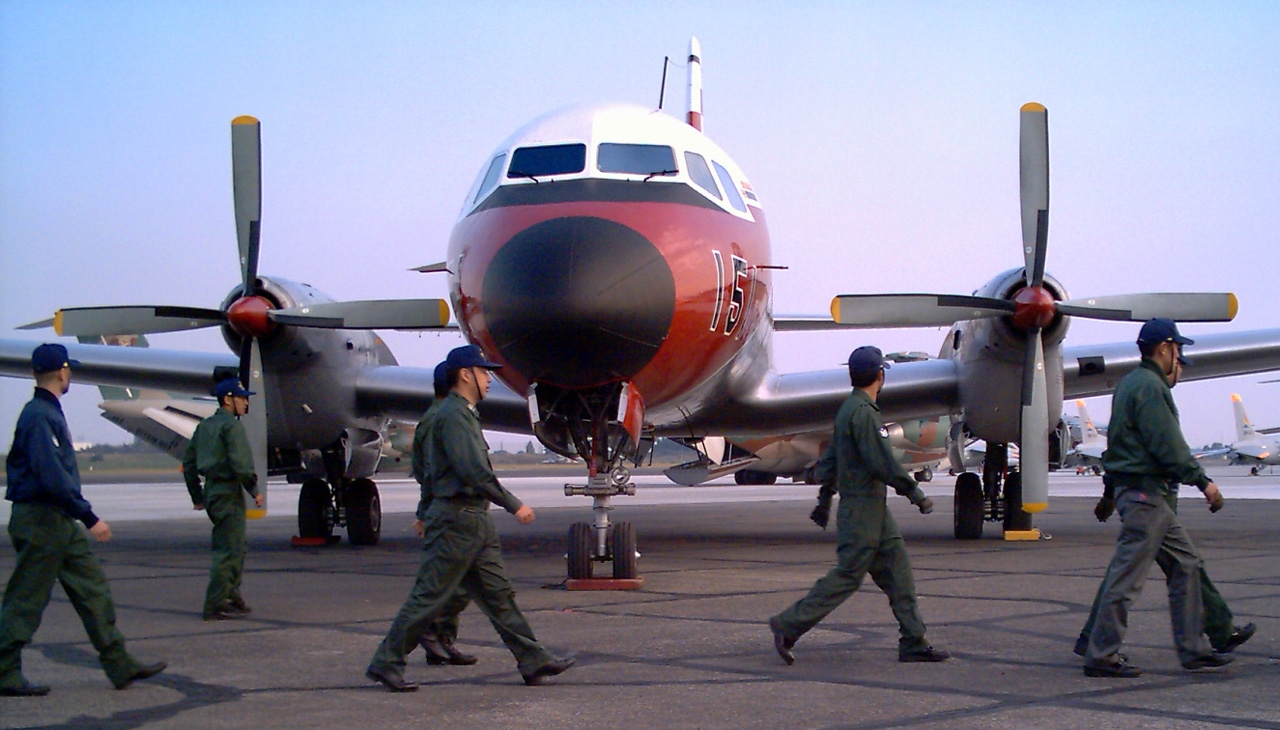
入間航空祭でのYS-11 FC （2006年）

- YS-11：航空戦術教導団電子作戦群（EA, EB）
- T-4：中部航空方面隊司令部支援飛行隊
- C-2：第2輸送航空隊、航空戦術教導団電子作戦群（RC-2）
- U-4：第2輸送航空隊、中部航空方面隊司令部支援飛行隊
- U-125：飛行点検隊
- U-680A：飛行点検隊
- CH-47：入間ヘリコプター空輸隊

埼玉県警察
- EC135-P2i「さきたま」
- BK117D-3「むさし」
- アグスタA109E「みつみね」

## 主なその他装備
- 地対空誘導弾ペトリオット（第1高射群）

## 基地データ
- 基地総面積：約3km2
- 滑走路：約2,000m×幅員約45m 1本

## 歴史

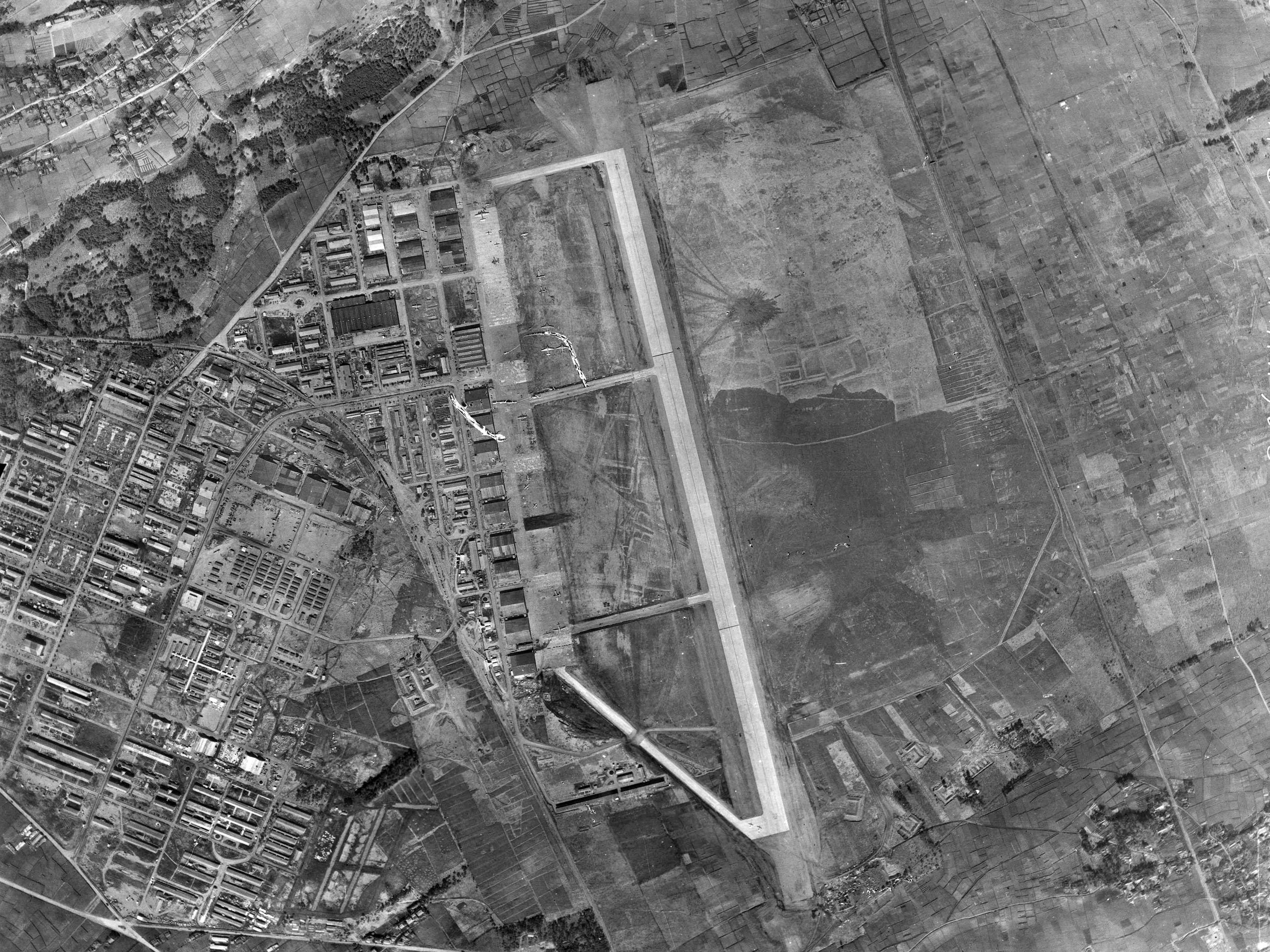
ジョンソン基地（旧・豊岡陸軍飛行場）の空中写真（1946年）

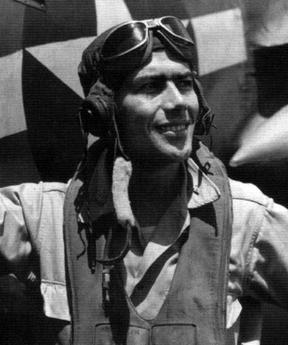
ジェラルド・R・ジョンソン

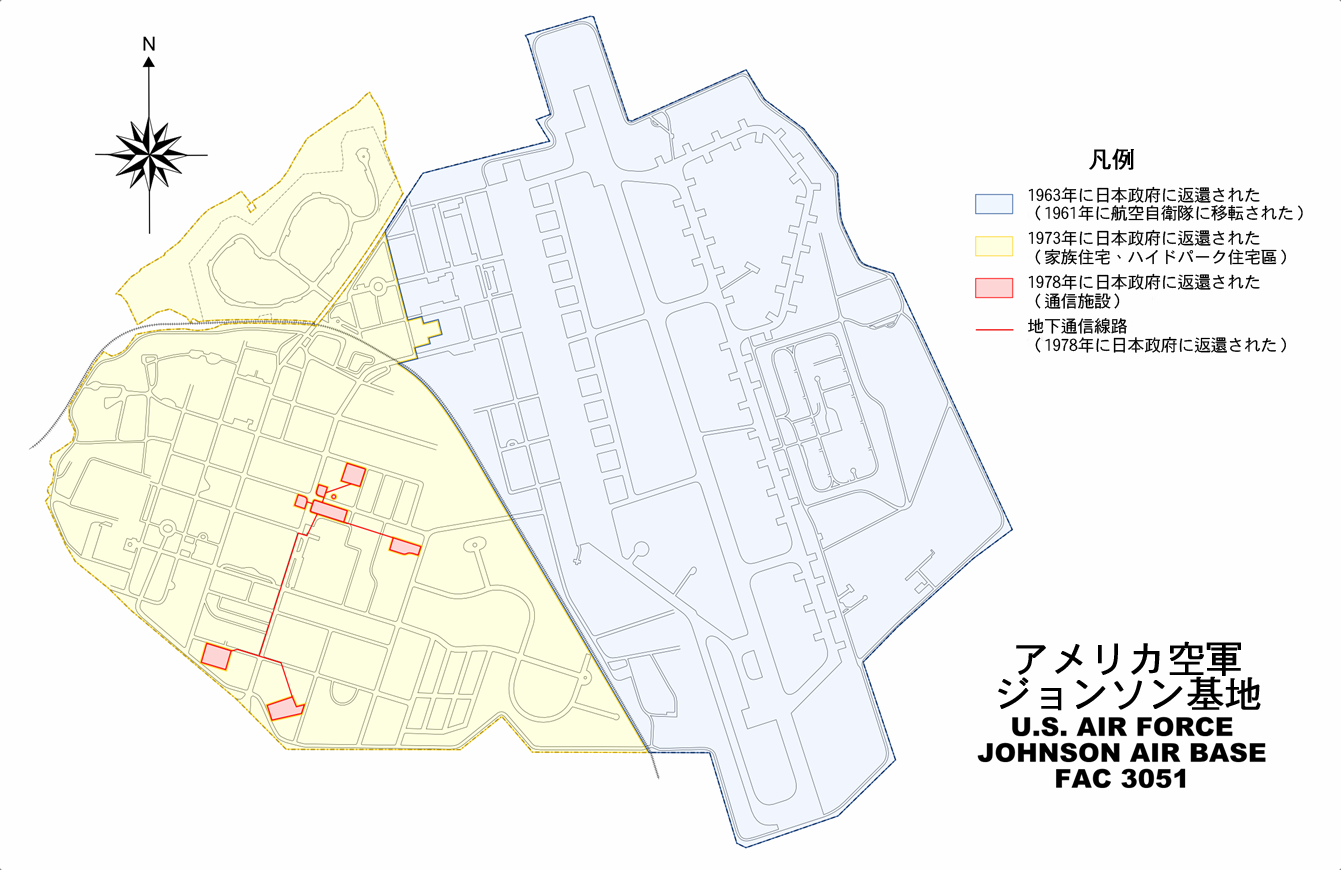
ジョンソン基地の年度別の返還された区域

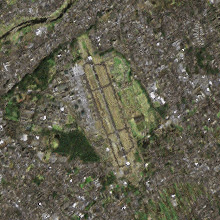
入間基地 ランドサット画像

- 1938年（昭和13年）5月 - 帝国陸軍航空部隊の現役航空兵科将校を養成する士官学校である陸軍航空士官学校分校（当時は陸軍士官学校の分校）が、入間郡所沢町（現・所沢市）の所沢陸軍飛行場から入間郡豊岡町（現・入間市）に移転。航空神社（修武台航空神社）を遷座。
  - 12月10日 - 陸軍航空士官学校分校は陸軍航空士官学校（航士・陸航士）として独立（諸外国の空軍士官学校に相当）[要出典]。
- 1940年（昭和15年）1月7日 - 豊岡陸軍飛行場完成。
- 1941年（昭和16年）3月 - 行幸の昭和天皇より、航士に対して「修武台」の名が与えられる。
- 1945年（昭和20年）9月 - 太平洋戦争（大東亜戦争）敗戦により、アメリカ陸軍航空軍第5空軍が同地に進駐、航士・飛行場等を接収。
  - 10月 - 航士閉校。
- 1946年（昭和21年） - 22機を撃墜し、接収直後の45年10月に殉職した“ジャングル・エース”こと故ジェラルド・R・ジョンソン大佐[注釈 1]を偲んでジョンソン基地と命名[11]。航空神社は所沢市北野の北野天神社境内へ移設。
- 1952年（昭和27年）3月1日 - アメリカ空軍第41航空師団司令部編成。
- 1954年（昭和29年）7月 - 航空自衛隊発足。
  - 10月 - ジョンソン基地内に東部訓練航空警戒隊編成[11][12]（中部航空警戒管制群の前身）。
- 1956年（昭和31年）8月1日 - 航空自衛隊臨時航空訓練部設置[12]（航空集団〈のちの航空総隊〉の前身）
- 1957年（昭和32年）8月1日：臨時航空訓練部を解散（府中基地に「航空集団」を編成）。
- 1958年（昭和33年） 8月 - 中部航空方面隊司令部・中部航空警戒管制群編成により、入間基地開設[11]。
- 1960年（昭和35年） - 航空救難隊本部が浜松南基地から移動。
- 1961年（昭和36年） - 日米共同使用協定を締結[11]。
- 1962年（昭和37年）6月28日 - 第41航空師団司令部、横田飛行場に移転。
- 1962年（昭和37年） - 第7航空団、偵察航空隊が松島基地から移動。入間救難分遣隊が新編。
- 1963年（昭和38年） - 飛行場地区の管理運用が米軍から航空自衛隊に変更[11]。
  - 1月31日：陸上自衛隊朝霞駐屯地の分屯地として入間分屯地を設置[13]。
- 1964年（昭和39年） - 入間救難分遣隊が入間救難隊に改編。
- 1967年（昭和42年） - 第7航空団が百里基地へ移動。
- 1968年（昭和43年） - 木更津から輸送航空団が移動。入間救難隊が救難任務を解かれ廃止。
- 1971年（昭和46年） - 航空救難隊本部が航空救難団に改編。
- 1973年（昭和48年） - 入間航空隊にC-1輸送機が配備。
- 1974年（昭和49年） - 偵察航空隊が百里基地へ移動。
- 1978年（昭和53年） - 輸送航空団を第2輸送航空隊に改編。基地が米軍から全面返還される[11]。
- 1981年（昭和56年） - F-86ブルーインパルス最後の展示飛行が行われる[14]。
- 1986年（昭和61年） - 帝国陸軍航空部隊および空自の歴史資料館として、旧航士の本部校舎を利用した「修武台記念館」を開館。
- 1987年（昭和62年） - 入間基地の一部が日米地位協定第2条第4項（b）の適用施設・区域（一時共同使用）として在日米軍に提供される（横田飛行場の一部として追加提供）[15]。
- 1988年（昭和63年） - 入間ヘリコプター空輸隊が新編。「修武台記念館」開館を契機に、旧航士時代の航空神社が奉還再興される。
- 1989年（平成元年）3月16日：航空実験団・航空医学実験隊等を改編・統合して「航空開発実験集団」が新編[16]。
- 1997年（平成9年） - 第2輸送航空隊に多用途支援機U-4が配備。
- 1999年（平成11年）11月22日 - T-33練習機が民家を避けて入間川河川敷に墜落し、その際に東京電力の送電線を切断したため、埼玉県南部及び東京都西部を中心とする約80万世帯が停電、並びに信号機および鉄道が停止する（T-33A入間川墜落事故）。
- 2000年（平成12年） - 倉庫から火災が発生し、付近を通る西武池袋線が運休する被害を与えた。
- 2005年（平成17年） - 建物老朽化・リニューアルのため「修武台記念館」を閉館（のち「航空歴史資料館 修武台記念館」）[17]）。
- 2006年（平成18年）12月15日 - 航空医学実験隊の総務部、第3部、第4部が立川分屯基地から移動。
- 2007年（平成19年）3月30日 - 第4高射隊に地対空誘導弾ペトリオットの最新型(PAC-3)が配備された（空自の高射隊の中で最初）。
- 2008年（平成20年） - 50周年[18]。
- 2011年（平成23年） - 東北地方太平洋沖地震の発生に伴い、航空救難団などは人命救助や物資輸送及び被害復旧、並びに福島原発事故における消火活動及び給水支援等を実施[19]。このため、4月23日に予定していたランウェイウォークは中止された[20]。
- 2012年（平成24年）3月1日 - 空自隊員に対する航空歴史教育を行う場として、 2005年に閉館した「修武台記念館」を「航空歴史資料館 修武台記念館」にリニューアル[17]。
- 2013年（平成25年） - 航空保安管制群本部及び電子開発実験群が府中基地へ移動。
- 2014年（平成26年）
  - 3月25日 - プログラム管理隊が廃止。翌26日、横田基地所在の防空指揮群と統合する形で作戦システム運用隊が編成完結。
  - 8月1日 - 航空総隊司令部飛行隊を解体、電子戦支援隊及び電子情報測定隊を、航空戦術教導団（新編）隷下の電子作戦群に改編。支援飛行隊を中部航空方面隊司令部支援飛行隊に改編、T-4及びU-4を移管。航空開発実験集団司令部が府中基地へ移動。
- 2016年4月6日 - 鹿屋航空基地で電波航法設備を点検中のU-125が、基地の北側にある高隈山地・御岳に墜落。乗員6名全員死亡（U-125御岳墜落事故）。
- 2018年（平成30年）：飛行管理隊が府中基地へ移動。
- 2020年（令和02年）
  - 3月21日 - U-680Aが入間到着。26日、自衛隊に納入[21]
  - 10月1日 - 電子作戦群にRC-2が配備[22]。
- 2021年（令和3年）2月17日 - 第2輸送航空隊にC-2が配備[23][24]。
- 2022年（令和4年）
  - 3月14日 - 航空医学実験隊の第1部、第2部が立川分屯基地から移動[25]
  - 3月17日 - 自衛隊入間病院が新設[26][9][10]。
- 2023年（令和5年）3月16日 - 第1高射群と第4高射群が統合し中部高射群へ改編[27]。航空安全管理隊が立川分屯基地から移動。
- 2025年（令和6年）3月24日 - 航空医学実験隊と航空安全管理隊を廃止し、航空開発実験集団隷下に航空医学安全研究隊を新編[28][29]。

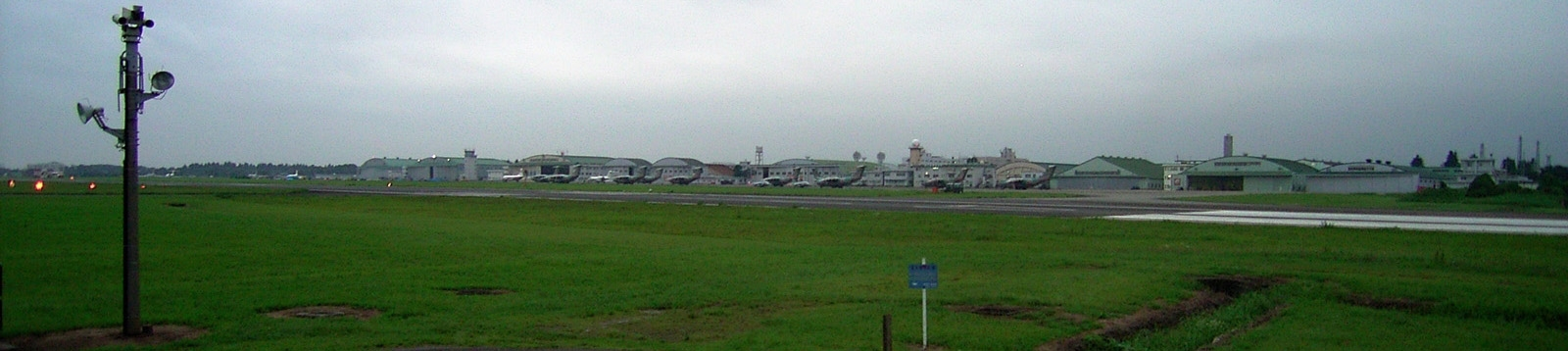
入間基地 2,000m滑走路 (2007年)

## イベント

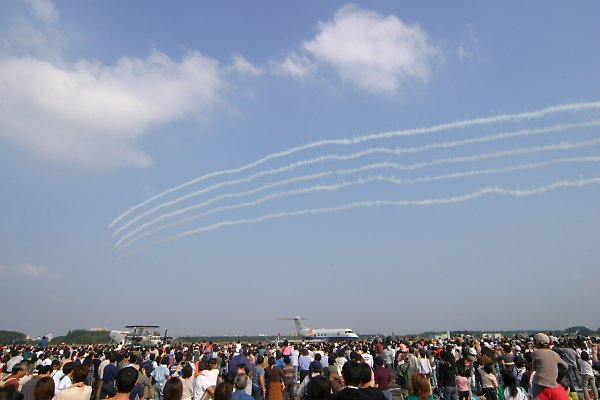
入間航空祭でのブルーインパルス飛行展示

- 毎年7月末頃、納涼祭が行われ、花火大会や盆踊り大会が行われる。
- 毎年11月3日に航空祭が開催され、基地敷地内が一般に開放される。東京都心から最もアクセスが良い基地のため、毎年多くの来場者で会場が賑わっている。戦闘機や輸送機などの地上展示や、輸送機からの落下傘、ブルーインパルスによる展示飛行などのイベントが行われる[14]。
- 航空祭では基地所属の司令部支援飛行隊が通常仕様のT-4によるアクロバットチーム『シルバーインパルス』を編成している。
- 毎年4月または5月にランウェイウォークが開催される。普段は立ち入ることのできない滑走路を歩くイベントで、航空機の地上展示なども行われる。航空祭とは違い抽選による参加となっている。
- 2016年より定期的に修武台記念館を一般公開している。
- 団体向けの基地見学を受け入れている。詳細は入間基地見学のご案内（同基地公式ホームページ）を参照。
- 2024年1月20日に令和5年度入間航空祭が開催される予定だったが、同月1日に発生した、令和6年能登半島地震による災害派遣活動を優先するため開催中止を発表した[30][31]。

## 入間基地共用化構想
航空自衛隊の百里基地を共用化して開港した茨城空港と同様に、民間の航空会社による旅客機乗り入れ構想が存在する。